# La Unión (Sevilla)
La Unión fue un periódico español publicado en la ciudad de Sevilla entre 1918 y 1939. A lo largo de su historia conoció varias épocas, convirtiéndose a posteriori en un importante órgano del movimiento carlista.

## Historia
El diario fue fundado en 1918, originalmente como órgano de expresión de la patronal sevillana agrupados en torno a la «Unión Comercial». Durante sus primeros años perteneció al empresario Pedro Fernández-Palacios y Labraña, aunque debido en parte al clientelismo en el que cayó la publicación, el diario no tuvo mucho éxito. La situación cambió con la llegada de la República, cuando La Unión se adscribió al carlismo y se convirtió en el órgano sevillano de la Comunión Tradicionalista.

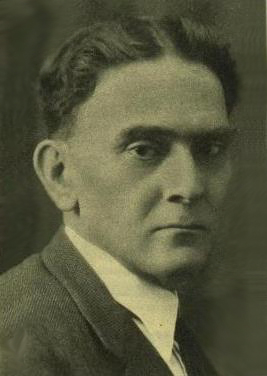
Domingo Tejera

Su nuevo director, Domingo Tejera, adoptó una línea mucho más agresiva y combativa que llevó al diario a sufrir suspensiones e incidentes varios. Por ejemplo, durante los incidentes de mayo de 1931 hubo grupos de exaltados que intentaron asaltar, sin éxito, la sede del diario. A pesar de ello, se convirtió en el periódico carlista más importante de Andalucía —con una tirada de unos 5000 ejemplares— y pasó a formar parte del grupo editorial carlista Impresora Bética (IBSA), fundado en 1934. En esta época se consolidó como uno de los cuatro diarios principales de Sevilla, junto al católico El Correo de Andalucía, el monárquico ABC y el republicano El Liberal.
Su periodista más leído y de mayor éxito popular era Luis Claudio Mariani, de pluma muy sagaz e irónica.
Tras el estallido de la guerra civil, La Unión apoyó decididamente la sublevación militar, e incluso llegó a publicar editoriales simpatizantes con la Alemania nazi. Sin embargo, la oposición de su director —Domingo Tejera— a la unificación de la Comunión Tradicionalista con la Falange llevó a que el diario sufriera una fuerte censura por parte del nuevo régimen. En sus últimos años estuvo dirigido por Melchor Ferrer. El diario dejó de publicarse a finales de 1939, apareciendo su último número el 31 de diciembre de 1939.